# James Elles

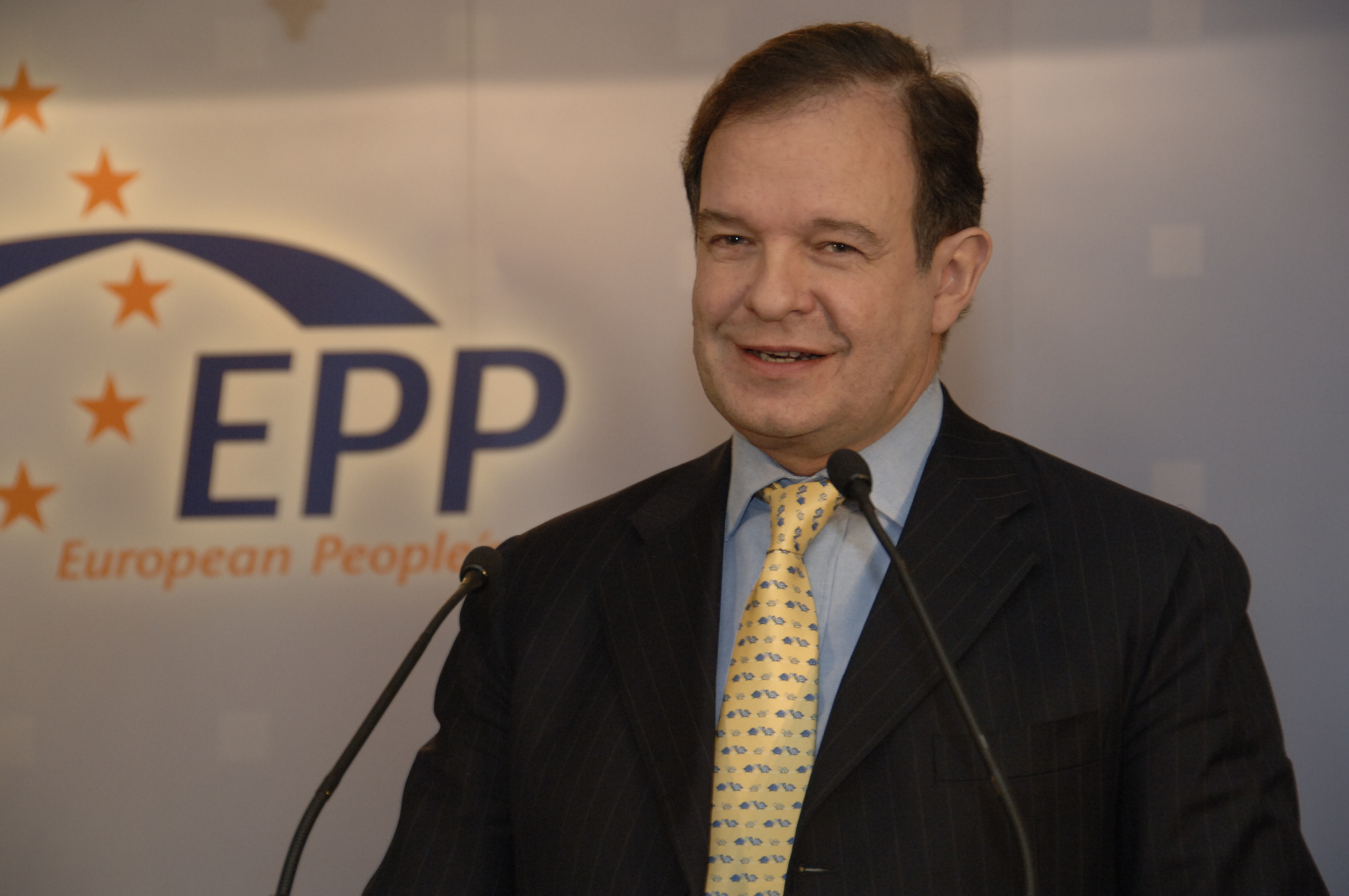
James Elles

James Edmund Moncrieff Elles (Londen, 3 september 1949) is een Brits lid van het Europees Parlement voor de Conservative Party.

## Levensloop
Elles is een zoon van Neil Patrick Moncrieff Elles en van barones Diana Newcombe Elles. Hij promoveerde tot Bachelor in Sciences (landbouwkunde) aan de Universiteit van Edinburgh.
Hij was gedurende acht jaar Europees ambtenaar, eerst als onderhandelaar voor de Tokyo Round en vervolgens als assistent bij de adjunct-directeur-generaal voor Landbouw.
Hij werd voor het eerst verkozen tot Europees conservatief parlementslid in 1984, als vertegenwoordiger van South East England. Hij werd telkens herkozen, tot en met de legislatuur 2009-2014. Voor de verkiezingen van mei 2014 stelde hij zich niet meer beschikbaar.
Gedurende meer dan 25 jaar was hij lid van de begrotingscommissie in het parlement, wat hem de langst zetelende lid in deze commissie maakte.

## Transatlantic Policy Network (TPN)
In 1992 stichtte hij de Transatlantic Policy Network (TPN). Het doel bestaat erin bruggen te bouwen tussen Europese en Amerikaanse beleidsmakers en industriëlen.

## European Internet Foundation (EIF)
In 2000, stichtte Elles, samen met twee andere Europese parlementsleden, de European Internet Foundation (EIF). Het doel bestaat erin een Europese leiderspositie aan te moedigen bij het ontwikkelen van een politiek die beantwoordt aan de uitdagingen van de digitale revolutie. De EIF streeft ernaar de Europese Unie open te houden voor alle nieuwe ontwikkelingen in de digitale economie en er volledig van te genieten.

## European Ideas Network (EIN)
In augustus 2002 stichtte Elles het European Ideas Network (EIN), een Europese denktank voor centrumrechtse ideeën. Hij was er voorzitter van tot in 2008.
Om zijn eigen ideeën bekend te maken, publiceerde hij vanaf 2009 een blog, waarin hij het vooral had over perspectieven voor de lange termijn.